# W86
La W86 était une ogive atomique américaine destinée à exploser sous la terre. Elle était conçue pour être embarquée à bord du missile Pershing II.
Son programme de développement a été annulé en septembre 1980 quand la mission du Pershing II fut modifiée, ciblant des cibles dites molles plutôt que des cibles dites dures. La W85, développée en parallèle, l'a remplacée à bord des Pershing II.

## Description
Les détails de conception sont vagues. Certains ont affirmé que la W85 et la W86 dérivaient de la B61. Toutes ces armes ont un diamètre d'environ 13 pouces.

### Sources
- (en) National Academy of Sciences, Committee on the Effects of Nuclear Earth-penetrator and Other Weapons, Effects of Nuclear Earth-Penetrator and Other Weapons, 2005. Consulté le 15 avril 2006.